# Mistrzostwa Europy w Piłce Ręcznej Mężczyzn 2008 (składy)
Artykuł grupuje składy męskich reprezentacji narodowych w piłce ręcznej, które wystąpiły podczas Mistrzostw Europy w Piłce Ręcznej Mężczyzn 2008 rozegranych w Norwegii w dniach 17-27 stycznia 2008 roku.

## Grupa A

### Czechy
Źródło

### Chorwacja
Źródło

### Polska
Źródło

### Słowenia
Źródło

## Grupa B

### Dania
Źródło

### Czarnogóra
Źródło

### Norwegia
Źródło

### Rosja
Źródło

## Grupa C

### Białoruś
Źródło

### Niemcy
Źródło

### Hiszpania
Źródło

### Węgry
Źródło

## Grupa D

### Francja
Źródło

### Islandia
Źródło

### Słowacja
Źródło

### Szwecja
Źródło